# Microplitis crenulatus
Microplitis crenulatus is een insect dat behoort tot de orde vliesvleugeligen (Hymenoptera) en familie van de schildwespen (Braconidae). De wetenschappelijke naam van de soort werd voor het eerst geldig gepubliceerd in 1888 door Léon Abel Provancher.